# Aloysius Jin Luxian
Detta är ett blandat västerländskt och kinesiskt namn, där efternamnet (släktnamnet) är Jin.
Aloysius Jin Luxian (förenklad kinesiska  金鲁贤, traditionell kinesiska 金魯賢, pinyin Jīn Lǔxián), född 20 juni 1916  i Pudong-distriktet vid Shanghai, död 27 april 2013 i Shanghai, var  katolsk biskop av Shanghai.

## Utbildning
Aloysius Jin Luxian kom från en sedan tio generationer katolsk familj. År 1938 inträdde han i jesuitorden och prästvigdes 1945 i Shanghai. När Mao kom till makten 1949 var Aloysius Jin Luxian i Rom där han arbetade på en doktorsgrad i teologi vid det påvliga universitetet Gregoriana. Han återvände sedan till hemlandet och tillträdde år 1951 befattningen som rektor vid prästseminariet i Shanghai.

## Arrestering och fängelsevistelse
I en räd som genomfördes av kommunisterna arresterades han första gången 8 september 1955. Vid samma tillfälle greps katolikernas andlige ledare i staden, biskop Ignatius Gong Pinmei, och 300 präster, nunnor och lekfolk. Några veckor senare arresterades ytterligare 800 katoliker. År 1960 dömdes Aloysius Jin Luxian till 18 år i fängelse, men släpptes villkorligt 1972 varefter han arbetade som översättare. Han frisläpptes slutligen 1982..

## Biskopstiden
Den 27 januari 1985 blev han konsekrerad till regeringsgodkänd biskop för Shanghai, det vill säga med erkännande från den katolska kinesiska patriotiska föreningen men utan påvligt mandat. Under hans ledning lyckades stiftet Shanghai få tillbaka ett stort antal av de hundratals konfiskerade kyrkorna från myndigheterna, så att man 2008 hade över 140 församlingar med egen kyrka. Biskop Jin låg också bakom uppbyggnaden av de katolska institutionerna vid Sheshan.
Biskop Jin bad senare om bekräftelse av sin utnämning från påven, och han fick den, om än som koadjutor av Shanghai. Vatikanen ansåg den underjordiske biskopen Joseph Fan Zhongliang som den rättmätige stiftsbiskopen. Men eftersom han hade blivit starkt försvagad på grund av sin höga ålder (född 1918), var det biskop Jin som i praktiken utövade den biskoplig myndigheten. Vid sin sida hade de två biskoparna sedan 2005 en påvligt godkänd hjälpbiskop, Joseph Xing Wenzhi, som förväntades efterträda Fan Zhongliang vid dennes bortgång innan han försvann 2011. Fan Zhongliang efterträddes istället av Thaddeus Ma Daqin 2014.

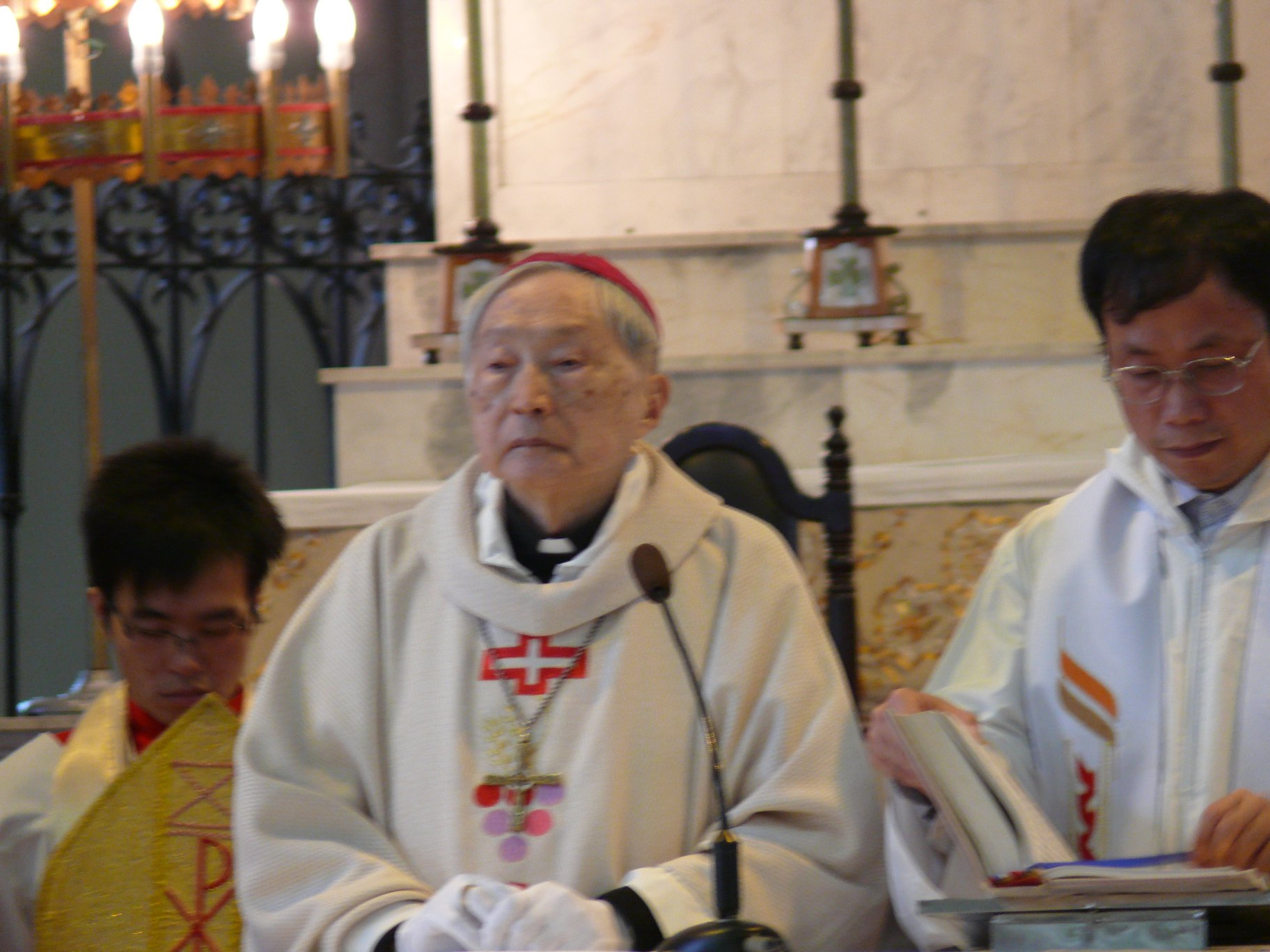
Aloysius Jin Luxian i Sankt Ignatuskatedralen.

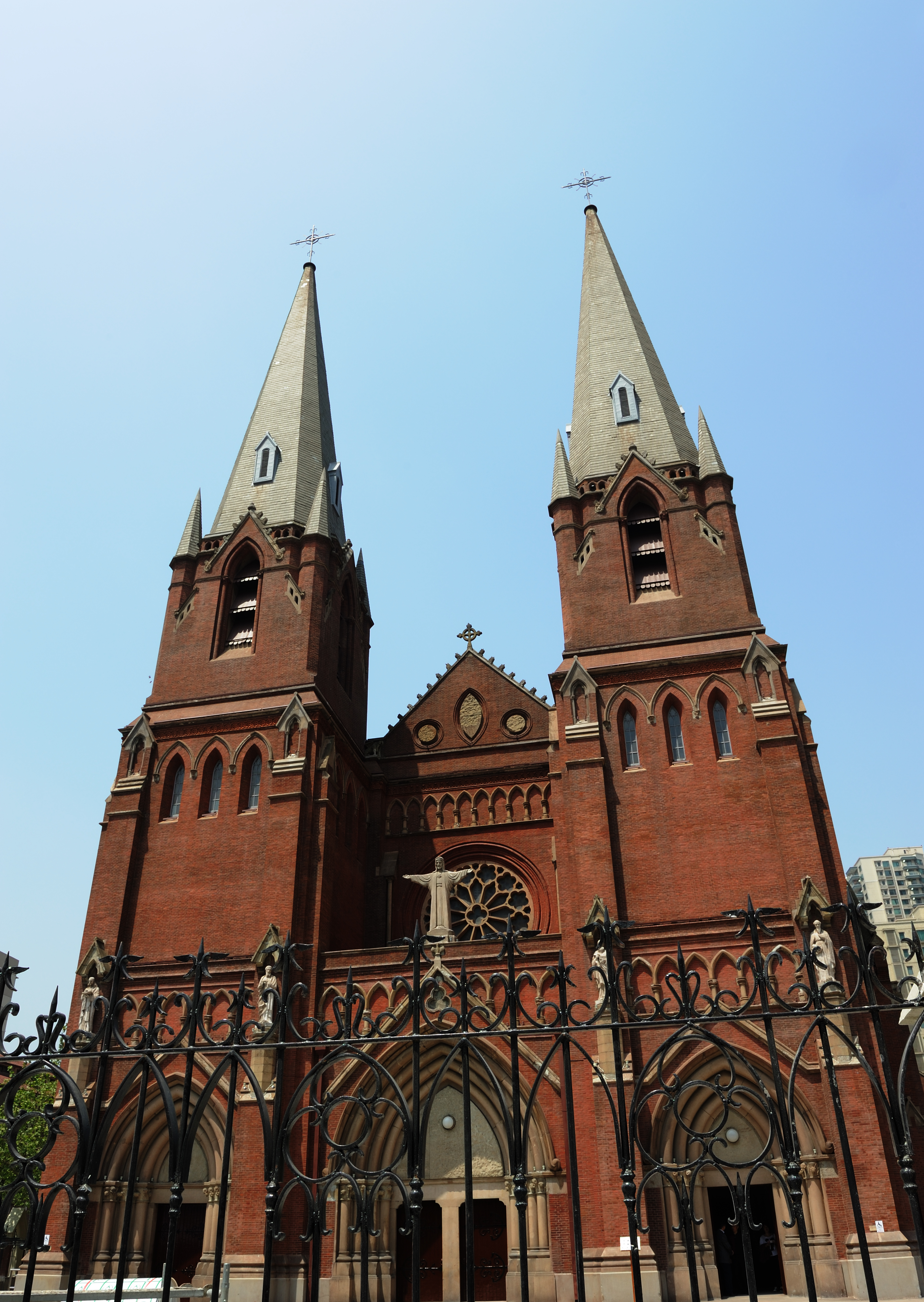
Xujiahui-katedralen i Shanghai.